# Thích nghi
Trong sinh học, một sự thích nghi, cũng được gọi là một đặc điểm thích nghi hoặc sự thích ứng, là một đặc điểm với vai trò chức năng hiện thời trong quá trình sống của một sinh vật được duy trì và tiến hóa bằng chọn lọc tự nhiên. Thích nghi liên quan đến cả tình trạng hiện tại của sự chuyển thể và quá trình tiến hóa là động lực dẫn đến sự thích nghi. Thích nghi đóng góp vào khả năng, thể trạng và sự sống còn của các cá thể. Sinh vật đối mặt với một loạt các thách thức môi trường khi chúng lớn lên và phát triển và được trang bị với một sự thích nghi linh hoạt như một kiểu hình của các đặc điểm phát triển nhằm đáp ứng các điều kiện áp dụng. Chỉ tiêu phát triển của phản ứng đối với bất kỳ đặc điểm nhất định là cần thiết để điều chỉnh thích ứng vì nó dành một loại bảo hiểm sinh học hoặc sự thích ứng với các môi trường khác nhau.